# Tractatus de potestate et primatu Papae
Der Tractatus de potestate et primatu Papae (dt.: Von der Gewalt und Obrigkeit des Papstes) ist ein Nachtrag zur Confessio Augustana, der von Philipp Melanchthon im Jahre 1537 verfasst und in Straßburg 1540 anonym veröffentlicht wurde. Die deutsche Fassung wurde in Nürnberg 1541 verlegt. Der Tractatus wurde erst 1580 durch seine Aufnahme in das Konkordienbuch zur offiziellen Bekenntnisschrift des Luthertums.
Er sollte eigentlich ausschließlich die in der Confessio Augustana ausgeklammerte Frage der päpstlichen Gewalt erörtern. Dies geschieht auch im ersten Teil, in dem dargelegt wird, dass sich das Amt des Papstes weder auf Schrift noch Tradition berufen könne. Das Papsttum wird deswegen als „das Reich des Antichristen“ bezeichnet und abgelehnt. Im zweiten Teil wird die Amtsgewalt der Bischöfe erörtert, wie das bereits in der Confessio Augustana und in der Apologie der Confessio Augustana geschehen ist (jeweils Artikel 28).